# هفيات
الهفيات (الاسم العلمي: Osmeridae) هي فصيلة من الأسماك تتبع رتبة هفيات الشكل من طائفة عظميات الرأس.

## التصنيف
- الهفاوات
  - الهفاوية
    - الهف